# Équipe de Géorgie masculine de water-polo
L'équipe de Géorgie de water-polo masculin est l'équipe nationale qui représente la Géorgie lors des compétitions internationales masculines de  water-polo, sous l'égide de la Fédération géorgienne des sports aquatiques. Elle consiste en une sélection des meilleurs joueurs géorgiens.

## Palmarès

### Palmarès détaillé
| Année | Tour         | Classement | J  | G | N | P  | BP  | BC  | D   |
| ----- | ------------ | ---------- | -- | - | - | -- | --- | --- | --- |
| 1993  | Non qualifié | -          | -  | - | - | -  | -   | -   | -   |
| 1995  | Non qualifié | -          | -  | - | - | -  | -   | -   | -   |
| 1997  | Non qualifié | -          | -  | - | - | -  | -   | -   | -   |
| 1999  | Non qualifié | -          | -  | - | - | -  | -   | -   | -   |
| 2001  | Non qualifié | -          | -  | - | - | -  | -   | -   | -   |
| 2003  | Non qualifié | -          | -  | - | - | -  | -   | -   | -   |
| 2006  | Non qualifié | -          | -  | - | - | -  | -   | -   | -   |
| 2008  | Non qualifié | -          | -  | - | - | -  | -   | -   | -   |
| 2010  | Non qualifié | -          | -  | - | - | -  | -   | -   | -   |
| 2012  | Non qualifié | -          | -  | - | - | -  | -   | -   | -   |
| 2014  | 1er tour     | 12e        | 7  | 0 | 0 | 7  | 45  | 93  | -48 |
| 2016  | 1er tour     | 14e        | 7  | 1 | 0 | 6  | 55  | 95  | -40 |
| 2018  | Qualifié     | Qualifié   | 0  | 0 | 0 | 0  | 0   | 0   | 0   |
| Total | 3/13         | 0/2        | 14 | 1 | 0 | 13 | 100 | 188 | -88 |